# EEurope 2005

eEurope 2005 est un plan d'action de la Commission européenne qui a pour but de développer le recours aux services électroniques dans le cadre de l'interaction entre gouvernements et citoyens. Il succède en cela au plan eEurope 2002.
Ses principaux objectifs sont la mise en place d'interfaces électroniques entre administrations et administrés, la facilitation des affaires en ligne pour les entreprises privées, la mise à disposition d'accès à large bande à faible coût et la sécurisation des réseaux de données.